# غورك
غورك (بالفارسية: غورک) هو حاكم بلاد الصغد في آسيا الوسطى أثناء الفتح الإسلامي لما وراء النهر. في 710، تم تثبيته كملك من سمرقند بعد أن أطاح الشعب بسلفه ترخون بسبب موقفه المؤيد للإسلام. امتاز غورك بالحكمة والذكاء حيث استطاع تدوير تحالفه بين المسلمين والتورجش والبقاء على عرشه. بعد مرور وقت على هزيمة قتيبة بن مسلم الباهلي في وقعة الشعب عام 731، تمكن من استعادة عاصمته سمرقند، وتحقيق شبه استقلال حافظ عليه حتى وفاته في 737 أو 738.